# OFC Champions League 2020
La OFC Champions League 2020 è stata la diciannovesima edizione della massima competizione calcistica per squadre di club dell'Oceania. Il torneo, iniziato il 15 febbraio 2020, è stato inizialmente sospeso dalla OFC il 9 marzo, a causa dell'espansione della pandemia di COVID-19 in Oceania, e poi definitivamente cancellato il 4 settembre, dato il permanere delle restrizioni di viaggio tra paesi, introdotte per il contenimento del contagio. Essendo stata disputata soltanto la fase a gironi, l'OFC, per la prima volta nella storia del torneo, ha deciso di non assegnare il titolo.

## Date
| Fase              | Sorteggio        | Partite                                                                                                   |
| ----------------- | ---------------- | --- |
| Turno Preliminare | 13 dicembre 2019 | 25-31 gennaio 2020                                                                                        |
| Fase a gironi     | 13 dicembre 2019 | Gruppo A 16-22 febbraio 2020 Gruppo B 15-21 febbraio 2020 Gruppo C 1-7 marzo 2020 Gruppo D 1-7 marzo 2020 |
| Quarti di finale  | 4 settembre 2020 | competizione cancellata                                                                                   |
| Semifinali        | 4 settembre 2020 | competizione cancellata                                                                                   |
| Finale            | 4 settembre 2020 | competizione cancellata                                                                                   |

## Fase preliminare
Le quattro squadre si affrontano in un girone all'italiana: le prime due classificate si qualificano per la fase successiva.

### Turno preliminare

#### Classifica
| Squadra        | Pt | PG | V | N | P | GF | GS | DR |
| -------------- | -- | -- | - | - | - | -- | -- | -- |
| Lupe ole Soaga | 4  | 2  | 1 | 1 | 0 | 2  | 0  | +2 |
| Tupapa         | 2  | 2  | 0 | 2 | 0 | 2  | 2  | 0  |
| Veitongo       | 1  | 2  | 0 | 1 | 1 | 2  | 4  | -2 |
| Pago Youth     | -  | -  | - | - | - | -  | -  | -  |

#### Risultati
| Arbitro: | Calvin Berg |

|                     |           |  |
| Chant 27’ Ataga 31’ | Marcatori |  |

| Auckland 28 gennaio 2020, ore 16:00 UTC+13 | Tupapa          | 0 – 0 referto | Lupe ole Soaga | Ngahue Reserve (250 spett.)\| Arbitro: \| Kavitesh Behari \| |
| Arbitro:                                   | Kavitesh Behari |               |                |                                                              |

| Arbitro: | Teremoana Roihau |

|                  |           |                       |
| Polovili 2’, 33’ | Marcatori | 10’ Estay 50’ Simiona |

## Fase a gruppi

### Gruppo A

#### Classifica
Le partite sono state giocate in Papua Nuova Guinea dal 16 al 22 febbraio 2020.
| Squadra         | Pt | PG | V | N | P | GF | GS | DR |
| --------------- | -- | -- | - | - | - | -- | -- | -- |
| Eastern Suburbs | 7  | 3  | 2 | 1 | 0 | 8  | 3  | +5 |
| ABM Galaxy      | 4  | 3  | 1 | 1 | 1 | 7  | 5  | +2 |
| Hekari United   | 4  | 3  | 1 | 1 | 1 | 5  | 5  | 0  |
| Hienghène Sport | 1  | 3  | 0 | 1 | 2 | 3  | 10 | -7 |

#### Risultati
| Arbitro: | Aukwai |

|                                             |           |                   |
| Roberson 14’ Feni 34’ Carter 80’ Tangis 90’ | Marcatori | 65’ (rig.) Athale |

| Arbitro: | Singh |

|                |           |             |
| Bueno 19’, 45’ | Marcatori | 44’ K. Kepo |

| Arbitro: | Niu |

|                         |           |                       |
| Carter 16’ Roberson 21’ | Marcatori | 43’ (rig.), 90’ Bueno |

| Arbitro: | Raj |

|                             |           |                                   |
| Kayara 5’ Athale 83’ (rig.) | Marcatori | 30’ Erick Joe 45’ (rig.) Vinicius |

| Arbitro: | Aukwai |

|  |           |                                       |
|  | Marcatori | 11’, 72’ Bueno 17’ Drake 90’ Thurston |

| Arbitro: | Singh |

|                  |           |          |
| A. Kepo 54’, 64’ | Marcatori | 84’ Kalo |

### Gruppo B

#### Classifica
Le partite sono state giocate a Vanuatu dal 15 al 21 febbraio 2020.
| Squadra          | Pt | PG | V | N | P | GF | GS | DR |
| ---------------- | -- | -- | - | - | - | -- | -- | -- |
| Malampa Revivors | 5  | 3  | 1 | 2 | 0 | 6  | 3  | +3 |
| Henderson Eels   | 5  | 3  | 1 | 2 | 0 | 8  | 7  | +1 |
| Lae City         | 4  | 3  | 1 | 1 | 1 | 10 | 6  | +4 |
| Lautoka          | 1  | 3  | 0 | 1 | 2 | 3  | 11 | -8 |

#### Risultati
| Arbitro: | Hauata |

|                                    |           |                                         |
| Simon 3’, 62’ (rig.) Dabinyaba 64’ | Marcatori | 24’ (rig.), 70’ (rig.) Tanito 36’ Le'ai |

| Arbitro: | Kawana-Waugh |

|                    |           |             |
| Caunter 29’ (rig.) | Marcatori | 16’ Soromon |

| Arbitro: | Mau |

|  |           |                                                             |
|  | Marcatori | 23’, 62’ Dabinyaba 37’, 57’ Gunemba 39’, 44’ Simon 45’ Bika |

| Arbitro: | Riley |

|                 |           |               |
| Bai 5’ Ravo 86’ | Marcatori | 42’, 80’ Nawo |

| Arbitro: | Lelenga |

|                                |           |                            |
| Watemae 72’ Le'ai 87’ Nawo 90’ | Marcatori | 29’ Ali 51’ (rig.) Caunter |

| Arbitro: | Hauata |

|                      |           |  |
| Batick 34’, 45’, 58’ | Marcatori |  |

### Gruppo C

#### Classifica
Le partite sono state giocate in Nuova Caledonia dal 1° al 7 marzo 2020.
| Squadra          | Pt | PG | V | N | P | GF | GS | DR |
| ---------------- | -- | -- | - | - | - | -- | -- | -- |
| Magenta          | 9  | 3  | 3 | 0 | 0 | 8  | 2  | +6 |
| Solomon Warriors | 6  | 3  | 2 | 0 | 1 | 4  | 2  | +2 |
| Tiare Tahiti     | 3  | 3  | 1 | 0 | 2 | 5  | 4  | +1 |
| Tupapa           | 0  | 3  | 0 | 0 | 3 | 0  | 9  | -9 |

#### Risultati
| Arbitro: | Waldron |

|             |           |  |
| Ifunaoa 66’ | Marcatori |  |

| Numea 1º marzo 2020, ore 19:00 UTC+11 Incontro 2 | Tupapa  | 0 – 3 (tav.) referto | Magenta | Stadio Numa Daly\| Arbitro: \| Lelenga \| |
| Arbitro:                                         | Lelenga |                      |         |                                           |

| Numea 4 marzo 2020, ore 17:00 UTC+11 Incontro 3 | Tupapa | 0 – 3 (tav.) referto | Solomon Warriors | Stadio Numa Daly |

| Arbitro: | Conger |

|                                     |           |                  |
| Nemia 45'+4’, 87’ Haring 51’ (aut.) | Marcatori | 24’, 76’ Porlier |

| Numea 7 marzo 2020, ore 16:00 UTC+11 Incontro 5 | Tiare Tahiti | 3 – 0 (tav.) referto | Tupapa | Stadio Numa Daly |

| Arbitro: | Mills |

|                        |           |  |
| Ranchain 16’ Hmaen 28’ | Marcatori |  |

### Gruppo D

#### Classifica
Le partite sono state giocate a Tahiti dal 1° al 7 marzo 2020.
| Squadra        | Pt | PG | V | N | P | GF | GS | DR |
| -------------- | -- | -- | - | - | - | -- | -- | -- |
| Auckland City  | 9  | 3  | 3 | 0 | 0 | 9  | 0  | +9 |
| Vénus          | 6  | 3  | 2 | 0 | 1 | 10 | 3  | +7 |
| Lupe ole Soaga | 3  | 3  | 1 | 0 | 2 | 4  | 11 | -7 |
| Ba             | 0  | 3  | 0 | 0 | 3 | 5  | 14 | -9 |

#### Risultati
| Arbitro: | Lacour |

|  |           |                                                           |
|  | Marcatori | 39’, 45’ Tade 40’ Vale 58’ Rogerson 72’ Bevan 84’ Kaltack |

| Arbitro: | Hopken |

|  |           |                                                               |
|  | Marcatori | 30’, 48’, 88’ Tetauira 33’ Tehau 51’ (aut.) Setefano 76’ Keck |

| Arbitro: | Siau |

|                                                          |           |                              |
| Mason 11’ Mosquera 29’ (rig.) Taualai 38’ Ueligitone 42’ | Marcatori | 72’ Tiwa 74’ Waqa 76’ Drudru |

| Arbitro: | Yareboinen |

|  |           |           |
|  | Marcatori | 42’ Bevan |

| Arbitro: | Time |

|                          |           |  |
| Kaltack 30’ Manickum 68’ | Marcatori |  |

| Arbitro: | Lacour |

|                               |           |                      |
| Tehau 29’, 45’, 55’ Barbe 36’ | Marcatori | 2’ Drudru 10’ Totori |

## Qualificazione al Coppa del mondo per club FIFA
A causa della cancellazione della fase a eliminazione diretta l'OFC ha deciso di nominare la squadra con il miglior punteggio nella fase a gironi come propria rappresentante alla Coppa del mondo per club FIFA 2020.
| Squadra          | Pt | G | V | N | P | GF | GS | DR | Gruppo |
| ---------------- | -- | - | - | - | - | -- | -- | -- | ------ |
| Auckland City    | 9  | 3 | 3 | 0 | 0 | 9  | 0  | +9 | D1     |
| Magenta          | 9  | 3 | 3 | 0 | 0 | 8  | 2  | +6 | C1     |
| Eastern Suburbs  | 7  | 3 | 2 | 1 | 0 | 8  | 3  | +5 | A1     |
| Vénus            | 6  | 3 | 2 | 0 | 1 | 10 | 3  | +7 | D2     |
| Solomon Warriors | 6  | 3 | 2 | 0 | 1 | 4  | 2  | +2 | C2     |
| Malampa Revivors | 5  | 3 | 1 | 2 | 0 | 6  | 3  | +3 | B1     |
| Henderson Eels   | 5  | 3 | 1 | 2 | 0 | 8  | 7  | +1 | B2     |
| ABM Galaxy       | 4  | 3 | 1 | 1 | 1 | 7  | 5  | +2 | A2     |

## Statistiche

### Classifica marcatori
| Gol |  |  | Giocatore        | Squadra          |
| --- |  |  | ---------------- | ---------------- |
| 6   |  |  | Martín Bueno     | Eastern Suburbs  |
| 4   |  |  | Emmanuel Simon   | Toti City        |
| 4   |  |  | Teaonui Tehau    | Vénus            |
| 3   |  |  | Andre Batick     | Malampa Revivors |
| 3   |  |  | Nigel Dabinyaba  | Toti City        |
| 3   |  |  | Joses Nawo       | Henderson Eels   |
| 3   |  |  | Tamatoa Tetauira | Vénus            |